# WildC.A.T.s
Wildcats (рус. Дикие Коты) (также употребимо WildCats или WildC.A.T.s) — вымышленная команда супергероев, созданная авторами комиксов Джимом Ли, Брэндоном Чой.

## История публикации
Команда впервые появилась в 1992 году в первом выпуске одноимённого комикса: WildC.A.T.s: Covert Action Teams, выпущенного издательством Image Comics. Автором новой серии был один из основателей Image Джим Ли, издавший свой первый собственный проект. Wildcats были первыми в череде связанных сюжетных линий о супергероях, что стало основой для вселенной Wildstorm. Вначале комикс Wildcats был невероятно популярен на волне бума мрачных и более взрослых комиксов 1990-х и продавался в магазины тиражами более миллиона копий. Первая серия насчитывала 50 выпусков, и в работе над ней помимо Ли приняли участие такие известные мастера, как Трэвис Чарест, Крис Клэрмонт, Джеймс Робинсон и Алан Мур. Эта популярность повлекла за собой выход за пределы комиксов: в 1994 году были запущена анимационный сериал на CBS и линия игрушек от Playmates Toys.
В 1998 году авторские права на персонажей и сюжеты Wildcats были проданы издательству DC Comics, подразделению компании Time Warner, как часть сделки по перепродаже компании Ли Wildstorm Productions. Вскоре была запущена новая серия под упрощённым заголовком Wildcats. Её сюжет фокусировался на бывших участниках ныне распущенной команды, становился всё более сбивчивым и растянулся на 28 выпусков. Третья серия, Wildcats Version 3.0, повествовала о Корпорации Хало, ей CEO Джеке Марлоу (гибриде оригинальных участников команды Спартанца и Войд), Грифтере и новых персонажах, так или иначе участвовавших в попытках корпорации построить лучший мир. Серия длилась 24 выпуска и была завершена мини-серией из 9 частей Wildcats: Nemesis, в которой авторы вернулись к более героическому антуражу первой главы. В конце 2006 года четыре новые серии были запущены как часть события, названного Worldstorm. Эта серия получила в художники своего оригинального автора Джима Ли, а за сценарий сел Грант Моррисон. Тем не менее, был выпущен всего один номер, а оставшиеся всё ещё ждут своего часа. В 2008 году была запущена пятая глава Wildcats, которая являлась частью уже следующего глобального события вселенной — кроссовера World’s End.

## Авторские составы

### Volume 1
- 0-9: Джим Ли (сюжет, рисунок), Брэндон Чой (сценарий), Бретт Бут (рисунок в #0)
- 10-13: Крис Клэрмонт (сценарист), Джим Ли (художник)
- 14: Эрик Ларсен (автор, художник)
- 15-20: Джеймс Робинсон (автор), Трэвис Чарест, Джим Ли (художники)
- 21-34: Алан Мур (автор) и различные художники (Джим Ли, Мэт Брум, Трэвис Чарест и другие)
- 35-36: Барбара Кизел (автор), Паскаль Ферри, Рич Джонсон и Карлос Д’Анда (художники)
- 37-50: Брэндон Чой, Джон Петерсон (авторы), Мэт Брум, Эд Бенес и другие (художники)

### Volume 2
- 1-7: Скотт Лобделл, Джо Кейси (авторы), Трэвис Чарест и другие (художники)
- 8-28: Джо Кейси (автор), Шон Филлипс, Стив Диллон (художники)

### Volume 3.0
- 1-24: Джо Кейси (автор), Дастин Нгуен и другие (художники)

### Volume 4
- 1: Грант Моррисон (сюжет), Джим Ли (художник). Ни один из дальнейших выпусков так и не был объявлен DC Comics. Серия всё ещё ожидается.

### Volume 5
- 1-12: Кристос Гэйдж (автор), Нил Гудж, Пит Вудс (художники).
- 13-18: Кристос Гэйдж (автор), Шон Мол (художник).
- 19-30: Адам Бичен (автор), Тим Сили (художник).

## Коллекционные издания
Сборники и коллекционные издания:
- WildC.A.T.S Covert Action Teams: Compendium — содержит vol. 1 # 1-4
- WildC.A.T.S/Cyberforce: Killer Instinct (ISBN 1401203221) — содержит vol. 1 #5-7 и Cyberforce V2 #1-3 (ISBN 1401203221)[1]
- A Gathering of Eagles — содержит vol. 1 # 10-13 (ISBN 9781563895852)
- James Robinson’s Complete WildC.A.T.S (ISBN 1401222048) — содержит vol. 1 # 15-20, Annual #1 и Team One/WildC.A.T.S. (January 2009)
- Alan Moore’s Complete WildC.A.T.S — содержит vol. 1 # 21-34 и #50
  - WildC.A.T.s: Homecoming — содержит vol. 1 # 21-27 (ISBN 156389582X) (первый тираж, 1998; второй тираж 1999)
  - WildC.A.T.s: Gang War — содержит vol. 1 # 28-34 (ISBN 1-58240-037-7) (первый тираж, ноябрь 1998; второй тираж, май 1999)
- Wildcats: Street Smart — содержит vol. 2 # 1-6
- Wildcats: Vicious Circles — содержит vol. 2 # 8-13
- Wildcats: Serial Boxes — содержит vol. 2 # 14-19
- Wildcats: Battery Park — содержит vol. 2 # 20-28
- Wildcats 3.0 Year One — содержит vol. 3 # 1-12

- Wildcats Version 3.0: Brand Building — содержит vol. 3 # 1-6
- Wildcats Version 3.0: Full Disclosure — содержит vol. 3 # 7-12

- Wildcats 3.0 Year Two — содержит vol. 3 # 13-24
- Wildcats: Nemesis — содержит Wildcats: Nemesis # 1-9
- Wildcats: World’s End — содержит vol. 5 # 1-6, ISBN 1-4012-2363-X
- Wildcats: Family Secrets — содержит vol. 5 # 7-12, ISBN 1-4012-2668-X

Vol. 1 выпуск #14 издан в Savage Dragon Vol. 4: Possessed as it was done от Эрика Ларсена как часть Месяца Икс Image, выпуск 20 также издан в сборнике Wildstorm Rising, а JLA/WildC.A.T.s — в сборнике JLA: Ultramarine Corps.

## Мультсериал
Мультсериал WildC.A.T.s был запущен в 1994 году. В нём было всего 13 эпизодов и менее мрачные и кровавые истории, чем в оригинальных комиксах. В результате потребовались многочисленные изменения в сюжете. Например, Вуду здесь была обычным подростком, а не стриптизёршей, а Лорд Эмп стал обычным человеком. В группе состояли все оригинальные её участники. Главным злодеем стал Хелспонт, хотя помимо него в этой версии присутствовали также Тройка и Кода. Пародия на сериал, MadD.O.G.s, была показана в ходе сюжета Алана Мура в комиксе. Сериал продюсировали Nelvana и WildStorm (Funimation). Позже он целиком вышел на DVD.